# Campeonato Mundial de Natação em Piscina Curta de 2012 - Revezamento 4x100 m livre masculino
A prova dos 4x100 metros livre  masculino do Campeonato Mundial de Natação em Piscina Curta de 2012 foi disputado em 12 de dezembro em Istambul  na Turquia.

## Recordes
Antes desta competição, os recordes mundiais e do campeonato nesta prova eram os seguintes:
|    | Nacionalidade  | Nome                                                                                         | Tempo   | Local      | Data                   |
| -- | -------------- | -------------------------------------------------------------------------------------------- | ------- | ---------- | ---------------------- |
| WR | Estados Unidos | Nathan Adrian (45.08) Matt Grevers (44.68) Garrett Weber-Gale (47.43) Michael Phelps (46.11) | 3:03.30 | Manchester | 19 de dezembro de 2009 |
| CR | França         | Alain Bernard (46.78) Frédérick Bousquet (45.92) Fabien Gilot (45.75) Yannick Agnel (46.33)  | 3:04.78 | Dubai      | 15 de dezembro de 2010 |

## Medalhistas
| Ouro | Prata                                                                 | Bronze                                                                        |
| Estados Unidos · Anthony Ervin · Ryan Lochte · Jimmy Feigen · Matt Grevers · Garrett Weber-Gale* · Tyler Reed* | Itália · Luca Dotto · Marco Orsi · Michele Santucci · Filippo Magnini | Austrália · Tommaso D'Orsogna · Kyle Richardson · Travis Mahoney · Kenneth To |

*Participaram apenas das eliminatórias, mas também receberam medalhas.

## Resultados

### Eliminatórias
As eliminatórias ocorreram dia 12 de dezembro. 
| Colocação | Bateria | Raia | Nacionalidade  | Nome | Tempo   | Notas |
| --------- | ------- | ---- | -------------- | --- | ------- | ----- |
| 1         | 1       | 1    | Itália         | Luca Dotto (47.04) Marco Orsi (46.89) Michele Santucci (47.50) Filippo Magnini (47.31)                                   | 3:08.74 | Q     |
| 2         | 2       | 4    | Estados Unidos | Anthony Ervin (46.86) Garrett Weber-Gale (46.99) Tyler Reed (48.15) Jimmy Feigen (46.90)                                 | 3:08.90 | Q     |
| 3         | 2       | 5    | Rússia         | Vladimir Morozov (46.63) Yevgeny Lagunov (46.95) Artem Lobuzov (47.71) Dmitri Yermakov (47.73)                           | 3:09.02 | Q     |
| 4         | 1       | 4    | Austrália      | Tommaso D'Orsogna (47.25) Kyle Richardson (47.67) Travis Mahoney (47.27) Kenneth To (47.04)                              | 3:09.23 | Q     |
| 5         | 2       | 3    | Japão          | Kenta Ito (47.91) Shinri Shioura (46.88) Kenji Kobase (47.22) Takuro Fujii (47.71)                                       | 3:09.72 | Q, AS |
| 6         | 3       | 5    | Brasil         | Guilherme Roth (48.13) Fernando Santos (47.60) Leonardo Alcover (47.47) Vinicius Waked (48.73)                           | 3:11.93 | Q     |
| 7         | 2       | 7    | China          | Lü Zhiwu (48.16) Shi Yang (48.12) Hao Yun (47.94) Shi Tengfei (48.55)                                                    | 3:12.77 | Q     |
| 8         | 3       | 3    | Turquia        | Kemal Arda Gürdal (47.93) Iskender Baslakov (48.71) Kaan Türker Ayar (50.17) Doğa Çelik (47.59)                          | 3:14.40 | Q, NR |
| 9         | 1       | 7    | Croácia        | Ivan Levaj (49.12) Dominik Straga (48.71) Mihael Vukić (49.62) Mislav Sever (49.23)                                      | 3:16.68 | NR    |
| 10        | 2       | 1    | Grã-Bretanha   | Ieuan Lloyd (49.46) Robert Renwick (49.62) Roberto Pavoni (49.21) Chris Walker-Hebborn (48.48)                           | 3:16.77 |       |
| 11        | 1       | 5    | Paraguai       | Carlos Orihuela (52.42) José Lobo (51.75) Charles Hockin (49.25) Ben Hockin (47.48)                                      | 3:20.90 |       |
| 12        | 1       | 3    | Argentina      | Joaquín Belza (49.66) Martín Naidich (51.66) Juan Pereyra (51.38) Matías Aguilera (48.25)                                | 3:20.95 | NR    |
| 13        | 2       | 6    | Macau          | Lao Kuan Fong (51.32) Ngou Pok Man (52.48) Chao Man Hou (54.47) Sio Ka Kun (54.14)                                       | 3:32.41 |       |
| 14        | 1       | 6    | Índia          | Neil Himanshu Contractor (54.03) Sarma S. P. Nair (53.37) Agnishwar Jayaprakash (52.27) Jaywant Arcot Vijaykumar (55.33) | 3:35.00 |       |
| 15        | 3       | 2    | Malta          | Andrew Chetcuti (49.96) Andrea Agius (53.49) Edward Caruana Dingli (53.19) Andrea M. Agius (58.75)                       | 3:35.39 |       |
| 16        | 1       | 2    | Brunei         | Omar Yousif (54.24) Farhan Farhan (57.93) Faraj Farhan (1:00.24) Khalid Ali Baba (57.60)                                 | 3:50.01 |       |
| 17        | 2       | 2    | Catar          | Omar Omar (57.83) Noah Al-Khulaifi (57.79) Walid Daloul (1:00.15) Abdulrahman Al-Kuwari (1:00.13)                        | 3:55.90 |       |
| 18        | 3       | 4    | Singapura      | Joseph Schooling (49.85) Pang Sheng Jun Quah Zheng Wen Ng Kai Wee Rainer                                                 | DSQ     |       |
| 18        | 3       | 7    | Canadá         | Thomas Gossland (48.41) Jake Tapp Coleman Allen Luke Peddie                                                              | DSQ     |       |
| 19        | 3       | 1    | Gana           | | DNS     |       |
| 19        | 3       | 6    | Peru           | | DNS     |       |
| 19        | 3       | 8    | Venezuela      | | DNS     |       |

### Final
A final teve sua disputa realizada em 12 de dezembro. 
| Colocação         | Raia | Nacionalidade  | Nome | Tempo   | Notas |
| ----------------- | ---- | -------------- | --- | ------- | ----- |
| Medalha de ouro   | 5    | Estados Unidos | Anthony Ervin (47.28) Ryan Lochte (45.64) Jimmy Feigen (47.25) Matt Grevers (46.23)                      | 3:06.40 |       |
| Medalha de prata  | 4    | Itália         | Luca Dotto (46.84) Marco Orsi (45.94) Michele Santucci (47.46) Filippo Magnini (46.83)                   | 3:07.07 |       |
| Medalha de bronze | 6    | Austrália      | Tommaso D'Orsogna (46.68) Kyle Richardson (46.92) Travis Mahoney (47.32) Kenneth To (46.35)              | 3:07.27 |       |
| 4                 | 3    | Rússia         | Vladimir Morozov (45.52) CR Yevgeny Lagunov (46.58) Viatcheslav Andrusenko (47.65) Artem Lobuzov (48.26) | 3:08.01 |       |
| 5                 | 2    | Japão          | Takuro Fujii (48.18) Shinri Shioura (46.88) Kenji Kobase (47.37) Kenta Ito (46.72)                       | 3:09.15 | AS    |
| 6                 | 7    | Brasil         | Leonardo Alcover (48.01) Fernando Santos (47.83) Guilherme Roth (46.79) Vinicius Waked (48.09)           | 3:10.72 |       |
| 7                 | 1    | China          | Lü Zhiwu (48.20) Shi Yang (48.33) Hao Yun (47.81) Shi Tengfei (48.32)                                    | 3:12.66 |       |
| 8                 | 8    | Turquia        | Kemal Arda Gürdal (47.86) Iskender Baslakov (48.23) Doğa Çelik (47.96) Kaan Türker Ayar (49.68)          | 3:13.73 | NR    |

Legenda
| Recorde mundial       | Recorde mundial (World record)               |                       | Recorde africano                      | Recorde africano (African) |                                           | Q | Classificado por posição (Qualified) |
| Recorde do campeonato | Recorde do campeonato (Championship record)  | Recorde da América    | Recorde da América (Americas)         | q                          | Classificado por melhor tempo (Qualified) |   |                                      |
| Melhor marca do ano   | Melhor marca do ano (World leading)          | Recorde asiático      | Recorde asiático (Asian)              | DNS                        | Não largou (Did not start)                |   |                                      |
| Recorde nacional      | Recorde nacional (National record)           | Recorde europeu       | Recorde europeu (European)            | DNF                        | Não terminou (Did not finish)             |   |                                      |
| Recorde pessoal       | Recorde pessoal do atleta (Personal best)    | Recorde da Oceania    | Recorde da Oceania (Oceania)          | DSQ / DQ                   | Desclassificado (Disqualified)            |   |                                      |
| Recorde da temporada  | Recorde da temporada do atleta (Season best) | Recorde sul-americano | Recorde sul-americano (South America) | NM                         | Sem marca (No mark)                       |   |                                      |